# 1960年のイギリスサルーンカー選手権
1960年の Supa Tura イギリスサルーンカー選手権 (1960 Supa Tura British Saloon Car Championship) は、イギリスサルーンカー選手権の3年目のシーズン。この年のタイトルは1000ccの「シルエット」フォーミュラで争われた。前年度ランキング2位であったドク・シェパードがドン・ムーア・レーシングのオースチン・A40でタイトルを獲得した。

## 開催カレンダーと優勝者
複数クラスの混走による総合優勝者は太字
| ラウンド | ラウンド | サーキット                                     | 開催日   | 1000cc優勝者               | 1000cc以上優勝者       |
| -------- | -------- | ---------------------------------------------- | -------- | -------------------------- | ---------------------- |
| 1        | 1        | ブランズ・ハッチ                               | 4月18日  | ジョージ「ドク」シェパード | 開催せず               |
| 2        | 2        | スネッタートン・モーターレーシング・サーキット | 4月24日  | ジョージ「ドク」シェパード | ガウェイン・ベイリー   |
| 3        | 3        | マロリー・パーク                               | 5月8日   | ジョージ「ドク」シェパード | 開催せず               |
| 4        | 4        | オウルトンパーク                               | 6月6日   | エドワード・ルイス         | ドン・パーカー         |
| 5        | 5        | スネッタートン・モーターレーシング・サーキット | 6月19日  | ジョージ「ドク」シェパード | ジャック・シアーズ     |
| NC       | NC       | シルバーストン・サーキット                     | 7月16日  | ジョージ「ドク」シェパード | コーリン・チャップマン |
| 6        | 6        | ブランズ・ハッチ                               | 8月1日   | ジョージ「ドク」シェパード | ロイ・サルヴァドーリ   |
| 7        | 7        | ブランズ・ハッチ                               | 8月29日  | ジョージ「ドク」シェパード | ジャック・シアーズ     |
| 8        | 8        | ブランズ・ハッチ                               | 10月16日 | ジョン・ヤング             | アルバート・パウエル   |

## 選手権結果
| ドライバーズランキング | ドライバーズランキング | ドライバーズランキング | ドライバーズランキング       | ドライバーズランキング |
| 順位                   | ドライバー             | 車両                   | チーム                       | ポイント               |
| ---------------------- | ---------------------- | ---------------------- | ---------------------------- | ---------------------- |
| 1                      | ドク・シェパード       | オースチン・A40        | ドン・ムーア・レーシング     | 48                     |
| 2                      | ジョン・ヤング         | フォード・アングリア   |                              | 30                     |
| 3                      | エドワード・ルイス     | オースチン・A40        |                              | 13                     |
| 4                      | ジョン・アレイ         | オースチン・A35        | ケンブリッジ・レーシング     | 6                      |
| =                      | アンドリュー・ヘッジス | オースチン・A40        | スクーデリア・ライト・ブルー | 6                      |

## 参照
1. ↑  “アーカイブされたコピー”. 2011年9月11日時点のオリジナルよりアーカイブ。2009年10月26日閲覧。 Official BTCC 1965 standings.
2. ↑  http://homepage.mac.com/frank_de_jong/Pages/1960%20BSCC.html
3. ↑  1960 SupaTura British Saloon Car Championship Retrieved from touringcarracing.net on 9 September 2012